# Avenue Claude-Vellefaux
L’avenue Claude-Vellefaux est une voie du 10e arrondissement de Paris, en France.

## Situation et accès

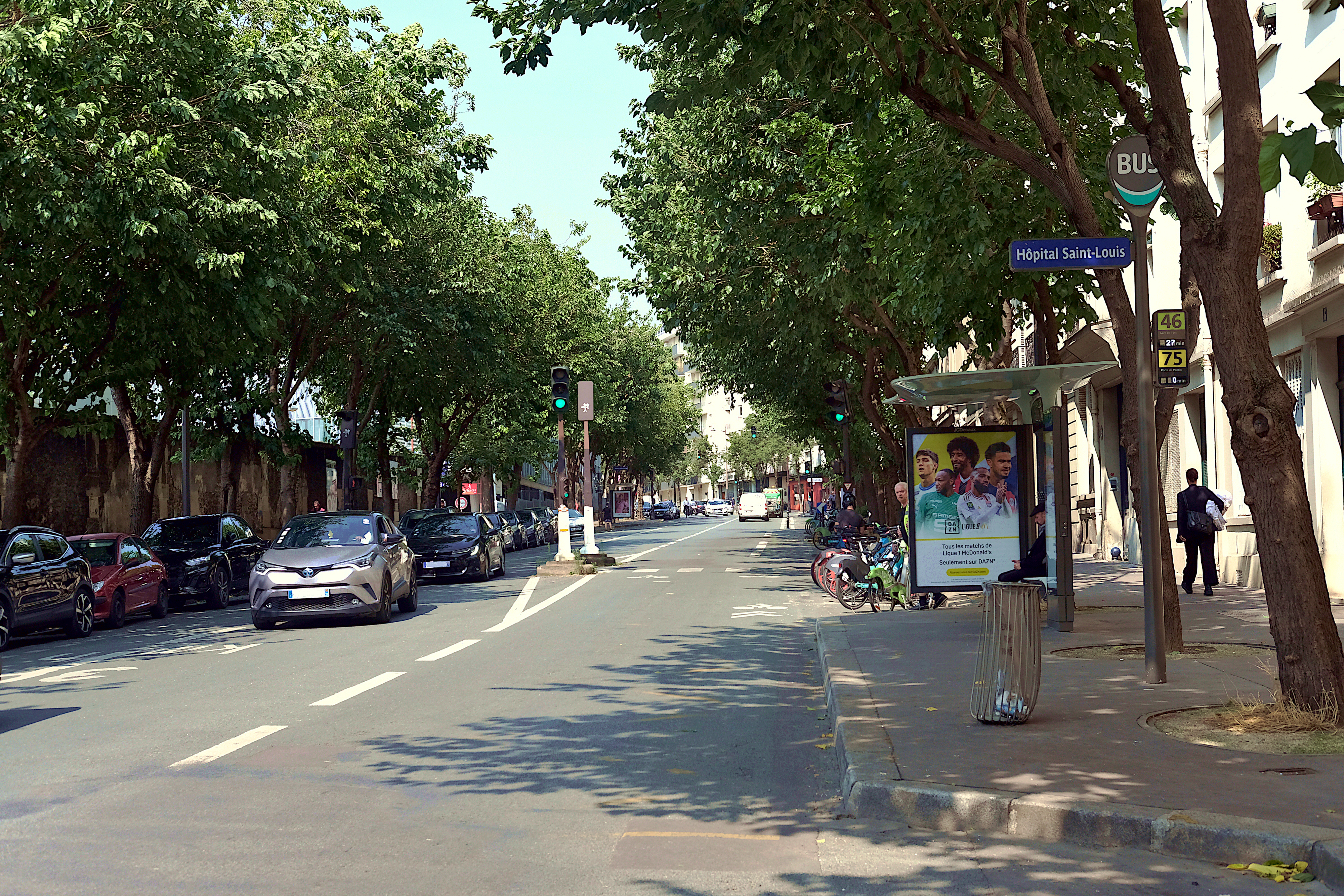
L'avenue Claude-Vellefaux vue depuis l'avenue Parmentier (août 2024) ; à gauche l'enceinte de l'hôpital Saint-Louis.

L'avenue Claude-Vellefaux est une voie publique située dans le 10e arrondissement de Paris. Elle débute rue Alibert et 174, avenue Parmentier et se termine au 1, place du Colonel-Fabien après avoir croisé les rues Saint-Maur, Jean-et-Marie-Moinon, Juliette-Dodu, de Sambre-et-Meuse et Vicq-d'Azir.

## Origine du nom
La voie porte le nom de Claude Vellefaux, architecte supposé de l’hôpital Saint-Louis voisin.

## Historique
La partie comprise entre les rues Alibert et de Sambre-et-Meuse a été ouverte, en 1825, sur des terrains appartenant à l'Assistance publique, sous le nom  de « rue Claude-Vellefaux ». 
Une ordonnance royale du 8 juin 1825 autorisa MM. Davaux, Bart, Callou et Loire, à ouvrir sur leurs terrains situés entre les rues Saint-Maur, de la Chopinette, de l'Hôpital-Saint-Louis (aujourd'hui rue de la Grange-aux-Belles) et le chemin de ronde, deux rues de chacune de 12 m de largeur.
 Les conditions suivantes furent imposées à ces propriétaires : de supporter les frais de premier établissement du pavage et de l'éclairage des nouvelles rues et d'y établir des trottoirs de 1,50m de largeur; de faire concorder les moyens d'écoulement d'eau, au-dessus et au-dessous du sol, dans lesdites rues, avec le système général des conduites d'eaux souterraines, adopté par l'administration et sous la direction des architectes de la Ville ; de se conformer aux lois et règlements en vigueur sur la voirie de Paris.

Ainsi ces deux rues, la rue Chastillon et la « rue Claude-Vellefaux », furent immédiatement tracées, et reçurent les noms des architectes qui avaient fait construire l'hôpital Saint-Louis : Claude Chastillon et Claude Vellefaux.
Le tronçon de la rue Claude-Vellefaux qui débouchait rue de la Grange-aux-Belles a formé la rue Charles-Robin.

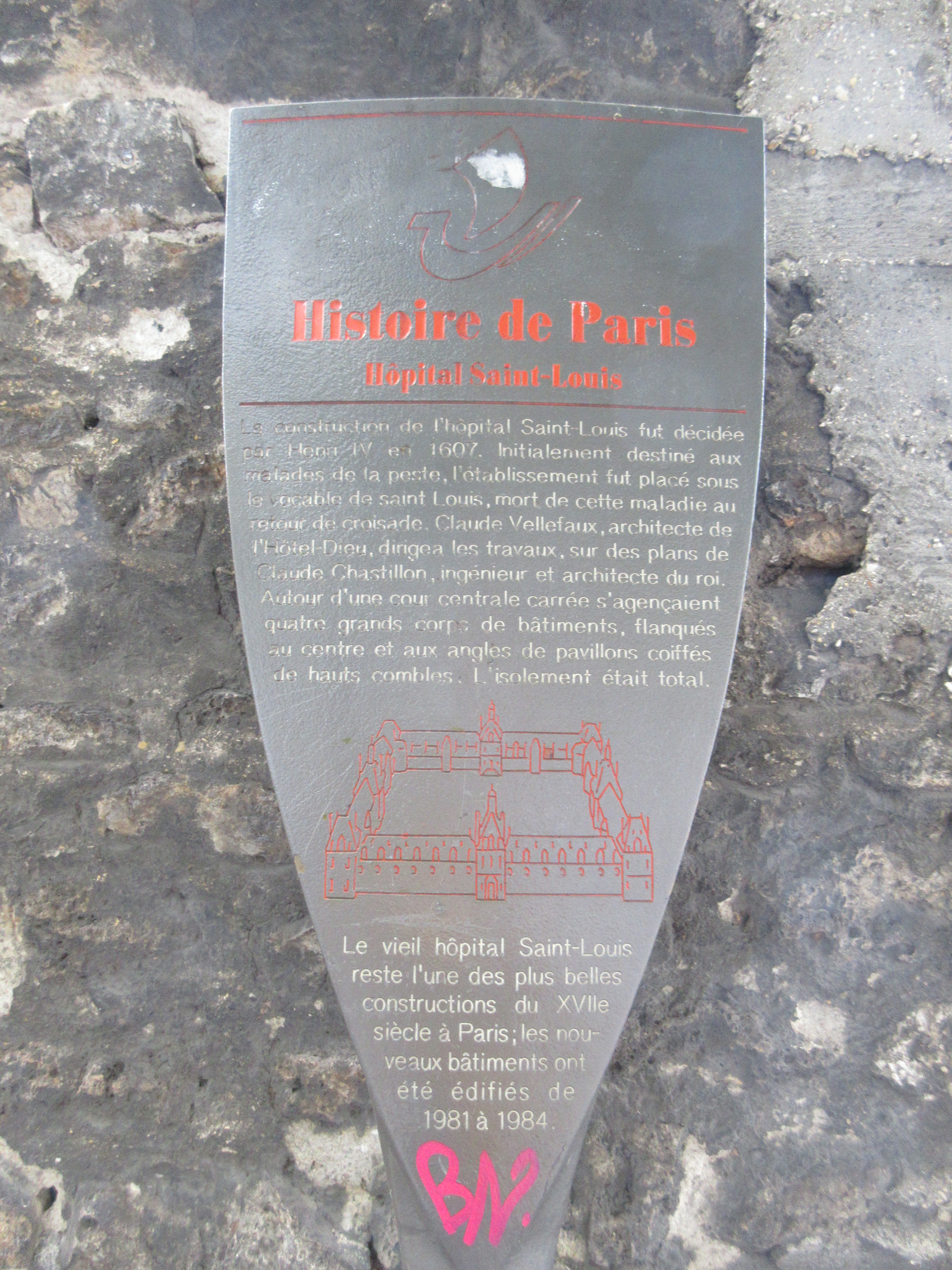
Panneau Histoire de Paris
« Hôpital Saint-Louis »

## Bâtiments remarquables et lieux de mémoire
- no 1 : Hôpital Saint-Louis